# دم زندگی
دَم زندگی یک مینی‌سریال تلویزیونی به تهیه‌کنندگی و کارگردانی امین شجاعی و نویسندگی فرزاد باقری است که به حادثۀ انفجارهای کرمان مصادف با چهارمین سالگرد ترور قاسم سلیمانی می‌پردازد. این مجموعه روایتگر حوادث روز ۱۳ دی‌ماه از نگاه خانواده‌های پنج قربانی این حادثه تروریستی با حضور ۶۰ بازیگر کرمانی است. این سریال در ۵ قسمت ۴۵ دقیقه‌ای از روز چهارشنبه ۱۲ دی ماه ۱۴۰۳ ساعت ۲۱:۳۰ بر آنتن از شبکۀ دو رفت و روزهای پنجشنبه و جمعه هر شب حوالی ساعت ۲۱:۰۰ از همین شبکه پخش خواهد شد. این مجموعۀ کوتاه با حمایت شبکۀ دو سیما، خانۀ تولیدات جوان سیمرغ، وزارت فرهنگ و ارشاد اسلامی و حوزۀ هنری انقلاب اسلامی کرمان تولید شده است.

## خلاصه داستان
این مجموعه روایتگر حوادث روز ۱۳ دی‌ماه سال ۱۴۰۲ در گلزار شهدای کرمان از نگاه خانواده‌های پنج قربانی این حادثه تروریستی است. فیلمنامۀ اولیۀ این سریال با الهام از آثار حلقۀ ادبی قلمه ایجاد شده است.

## بازیگران
بازیگران این مجموعه همگی بازیگران سینما و تئاتر استان کرمان می‌باشند و حدود ۶۰ بازیگر در مجموعه بازی می‌کنند. مجموعۀ بازیگران این مینی‌سریال ترکیبی از بازیگران باتجربه و تئاتری استان کرمان در کنار عده‌ای از هنرجویان آموزشگاه‌های هنری هستند که این سریال، اولین کار جلوی دوربین آنها نیز می‌باشد.